# L'ultimo treno della notte
L'ultimo treno della notte, també publicat als països de parla anglesa com Last Stop on the Night Train o Late Night Trains, és una pel·lícula de violació i venjança  de terror italiana de 1975 dirigida per Aldo Lado i protagonitzada per Flavio Bucci, Macha Méril, i Irene Miracle.
Basat en les trames de La font de la donzella d'Ingmar Bergman (1960) i L'última casa de l'esquerra de Wes Craven (1972),, la pel·lícula segueix a dues noies que viatgen en tren per Alemanya la Vigília de Nadal, que són brutalitzades per tres delinqüents que finalment acaben allotjant-se a casa dels seus pares.
Va guanyar notorietat quan va ser prohibida al Regne Unit com a video nasty als anys vuitanta. Altres títols de llançament alternatius inclouen The New House on The Left, Second House on The Left i Don't Ride on Late Night Trains. Fou exhibida com a part de la secció oficial al X Festival Internacional de Cinema Fantàstic i de Terror.

## Trama
Dues dones joves, Margaret i Lisa, agafaran el tren nocturn des de Múnic a Alemanya per quedar-se amb els pares de la Lisa a Itàlia durant el Nadal. Troben que el tren està ple i es veuen obligats a seure al passadís. Mentrestant, dos petits delinqüents, Blackie i Curly, també pugen al tren mentre surt de Múnic per escapar d'un policia que els persegueix. Els dos matons es troben amb Margaret i Lisa, que les ajuden a amagar-se del cobrador de bitllets. Llavors Blackie es troba amb una dona gran rossa de classe alta a qui intenta molestar als lavabos, només perquè ella el sedueix de manera agressiva. A mesura que Curly es baralla, les noies es tornen cada cop més desconfiades del comportament dels dos matons i fan el camí més avall del tren per escapar d'ells.
En arribar a Innsbruck a Àustria, el tren és aturat i escorcollat després d'un avís que hi ha una bomba a bord. Les noies decideixen trucar als pares de la Lisa per explicar-los el retard, però no poden passar. Mentrestant, a Itàlia, els seus pares es preparen per al Nadal i organitzen un sopar per als seus amics, on el pare de la Lisa, metge, censura la creixent violència a la societat. De tornada a Innsbruck, les noies pugen a un tren diferent que les portarà directament al seu destí. Tanmateix, en pujar al nou tren, descobreixen que és vell, deteriorat i pràcticament buit. Trobant un compartiment a l'últim carruatge, s'instal·len per al seu viatge, contents de tenir seients per fi, i comencen a menjar un dinar per emportar a la llum de les espelmes.
Mentre el tren viatja cap a la nit, les noies s'alarma al descobrir que els dos matons i la dona rossa també hi són a bord, i les tres aviat s'introdueixen al compartiment de les noies. Blackie i la rossa es dediquen a diversos actes lascius mentre es burlen de les noies. Curly colpeja Margaret per sotmetre-la i després obliga a la Lisa a masturbar-lo. La dona rossa veu un altre passatger, un tafaner que els mira per la finestra del compartiment. Agafant l'home, els dos matons l'obliguen a violar Margaret, però es distreuen amb els vòmits de la Lisa i ell s'escapa.
La rossa anima a Curly a violar la Lisa, però ell és incapaç de trencar-li l'himen. Tot i que Blackie està cada cop més preocupat per com van els esdeveniments, la rossa aguanta la Lisa mentre anima a Curly a tallar-la amb el seu ganivet per ajudar-lo. La rossa agafa el ganivet amb entusiasme i el força a endinsar-se més en Lisa, provocant-li la mort per una hemorràgia. La Margaret s'escapa i aconsegueix tancar-se al lavabo mentre la rossa ordena als dos matons que la tornin; la rossa inicialment pensa que la Lisa fingeix la mort i la colpeja el cos fins que s'adona que ha mort. Enfadada, Margaret s'enfila per la finestra i es llança del tren, només per morir en la caiguda. Els homes llencen el cos de la Lisa per la finestra, seguits de l'equipatge de les seves víctimes, robant-los els bitllets i altres objectes.
En arribar a l'estació per conèixer les noies, els pares de la Lisa s'alarmen quan no arriben. El cap d'estació els diu que el tren s'ha retardat, així que el metge i la seva dona decideixen tornar a casa. Quan se'n van, es troben amb la rossa i dos matons; Giulio accepta portar els tres a casa seva perquè pugui tractar una lesió que la dona rossa ha patit a la cama. La mare de la Lisa sospita dels seus hostes quan veu en Curly que porta una corbata exactament com la que li van dir que Lisa havia comprat al seu pare com a regal de Nadal. El trio segueix actuant de manera sospitosa, i Giulio decideix portar-los de tornada a la ciutat i va a buscar el cotxe. Mentre estava dins del cotxe, sent un informe de ràdio que anomena la seva filla com un cos trobat prop de la via del tren.
En adonar-se que els seus hostes són els responsables, Giulio s'enfronta a la rossa a l'exterior, però ella el convenç que els dos matons havien matat les noies i havien amenaçat de fer-li el mateix. Creient-la, Giulio la deixa amb la seva dona abans de marxar a buscar els altres. Descobreix Curly a la seva sala de cirurgia injectant heroïna; agafa Curly i força l'agulla al seu braç, provocant-li una sobredosi. Aleshores colpeja repetidament en Curly amb diversos mobles i instruments quirúrgics.
Espiant Blackie que intenta fugir, agafa una escopeta i el persegueix pels jardins. Curly aconsegueix arrossegar-se per l'entrada i intenta agafar la rossa, només perquè ella el mati amb una puntada de peu. Giulio fereix Blackie a la cama abans de disparar-li a frec de roba. Quan la policia arriba, el destí de la dona rossa segueix sent incert.

## Repartiment
- Flavio Bucci - Blackie
- Macha Méril - Lady on the Train
- Gianfranco De Grassi - Curly
- Enrico Maria Salerno - Professor Giulio Stradi
- Irene Miracle - Margaret Hoffenbach
- Laura D'Angelo -Lisa Stradi
- Marina Berti - Laura Stradi
- Franco Fabrizi - Passatger pervertit
- Dalila Di Lazzaro - Convidada a la festa

## Recepció crítica
Adam Tyner de  DVD Talk  va escriure: "L'ultimo treno della notte té uns quants moments redemptorament incòmodes que fan les nombroses comparacions amb L'última casa a l'esquerra semblin merescuts. Tot i així, pateix tantes defectes: un ritme deficient, un guió anèmic, un diàleg sobredoblat dèbil i una tendència a retreure's durant l'escassa brutalitat - que no puc recomanar la pel·lícula pels seus propis mèrits amb gran entusiasme."
DVD Verdict va dir, "Si el tren de Wes Craven surt de Connecticut viatjant cap a l'est a 25 mph i el tren d'Aldo Lado surt d'una estació de Verona viatjant cap a l'oest a les 35 mph, llavors una imitació barata d'una pel·lícula pot ser realment millor que la pel·lícula que s'està imitant? Bé, en aquest cas sí. Si bé l'èxit de L'última casa a l'esquerra va venir en gran part de la seva duresa, Lado demostra que una brillantor professional pot ser igual d'eficaç i posa la seva pel·lícula en el camí exprés de l'èxit."

## Polèmica
La pel·lícula va ser rebutjada pel BBFC quan es va presentar per a la classificació de cinema al Regne Unit el 1976. Va ser prohibit com a video nasty el 1983, tot i que va ser absolt i eliminat de la llista el 1984. No va obtenir un llançament complet fins al 2008, quan va ser Finalment, Shameless Screen Entertainment la va passar sense tallar i distribuir en DVD.